# Urxa
Urxa és un llargmetratge gallec escrit i dirigit per Carlos Piñeiro i Alfredo García Pinal, i protagonitzat per Luma Gómez en el paper d' Urxa. Es tracta d'una coproducció en què tant l'equip tècnic com l’artístic estan formats majoritàriament per gallecs.

## Descripció
Rodada i estrenada el 1989, es considera juntament amb Sempre Xonxa i Continental una de les primeres pel·lícules de ficció de la història del cinema gallec. La pel·lícula es divideix en tres capítols que narren tres moments de la vida d'una dona (Urxa):
- "O medallón de Urxa"
- "O arcón de Petro Xesto", adaptació del conte de Carlos González Reigosa: "O tesouro de Petro Xesto"
- "O ídolo de Mider", inspirat en el relat de Julio Cortázar: "El ídolo de las cícladas"

## Personatges
- Luma Gómez com Urxa
- Raquel Lagares com Adega
- Alfonso Valenzuela com pare d'Adega
- Lois Lemos com Petro Xesto
- Pancho Martínez com Serafín
- Miguel de Lira com Suso
- Manolo Bouzón com Policarpo
- Laura Ponte
- Vicente Montoto
- María Bouzas
- Blanca Cendán
- Ernesto Chao
- Antonio Lagares
- Manuel Lourenzo
- Fely Manzano